# ده تشال دم لوداب (لوداب)
ده تشال دم لوداب (بالفارسية: ده چل دم لوداب) هي قرية تقع في إيران في قسم لوداب الريفي. يقدر عدد سكانها بـ 21 نسمة بحسب إحصاء 2016.